# ویکتور بومانت
ویکتور بومانت (انگلیسی: Victor Beaumont؛ ۷ نوامبر ۱۹۱۲ – ۲۱ مارس ۱۹۷۷) هنرپیشه اهل آلمان-بریتانیا بود.

## فیلم‌شناسی
- نامش را با غرور حک کن (۱۹۵۸) در نقش German Colonel (uncredited)
- توپ‌های ناوارون (۱۹۶۱) در نقش German Officer in Gun Cave (uncredited)
- تیری در تاریکی (۱۹۶۴) در نقش Gendarme
- ترن (۱۹۶۴) (uncredited)
- قهرمانان تلمارک (۱۹۶۵) در نقش German Sergeant
- گلوله آتشین (۱۹۶۵) در نقش SPECTRE No. 3 (uncredited)
- خاطرات کوئیلر (۱۹۶۶) در نقش Weiss, Bowling Alley Manager (uncredited)
- جایی که عقاب‌ها جرئت پیدا می‌کنند (۱۹۶۸) در نقش Col. Weissner
- ویلی وانکا و کارخانه شکلات‌سازی (۱۹۷۱) در نقش Doctor (uncredited)